# Kowalki (rejon wileński)
Kowalki (lit. Kalveliai) – wieś na Litwie, w okręgu wileńskim, w rejonie wileńskim, w gminie Mariampol.

## Historia
W dwudziestoleciu międzywojennym dwa folwarki leżące w Polsce, w województwie wileńskim, w powiecie wileńsko-trockim, w gminie Rudomino. W 1931 miejscowości liczyły:
- Kowalki I – 27 mieszkańców, zamieszkałych w 2 budynkach,
- Kowalki II – 33 mieszkańców, zamieszkałych w 3 budynkach[1].

Po II wojnie światowej w granicach Związku Sowieckiego. Od 1991 na niepodległej Litwie.